# Salim Hatubou
 (avril 2018).
 (avril 2015).
Si vous disposez d'ouvrages ou d'articles de référence ou si vous connaissez des sites web de qualité traitant du thème abordé ici, merci de compléter l'article en donnant les références utiles à sa vérifiabilité et en les liant à la section « Notes et références ».
Salim Hatubou est un écrivain et conteur franco-comorien, né le 20 juin 1972 à Hahaya, en Grande-Comore, et décédé le 31 mars 2015 à Marseille.

## Biographie
À la maison, sous l’influence de sa mère, les livres sont omniprésents à une époque où il est pourtant si rare d’en posséder et où la lecture est loin de figurer parmi les préoccupations de chacun. À des kilomètres de brousse, c’est sa grand-mère maternelle qui est à la tête des veillées contes du village de Milépvani. Par sa verve et son verbe, elle ensorcelle ceux qui l’écoutent, à commencer par Salim, qui demeure à jamais profondément influencé par cette vieille femme, porteuse d’un incommensurable héritage culturel.
À dix ans, Salim Hatubou s’installe dans les quartiers Nord de Marseille, ville où il passera sa vie, nostalgique de son enfance comorienne, de ses contes et légendes. Adolescent, il écrit des nouvelles, puis des articles, bientôt publiés dans diverses revues et magazines. En 1994, il sort aux Éditions L’Harmattan son premier ouvrage, un recueil de contes qu’il intitule naturellement «Contes de ma grand-mère». Y sont retranscrites les histoires assimilées dès son plus jeune âge.
Depuis une quinzaine d’années, alors que le patrimoine oral des Comores est en perdition, faute de mobilisation des gouvernements successifs et de la population, plus préoccupée à survivre dans un contexte social difficile, Salim Hatubou continue de se rendre au pays pour recueillir à la source les contes traditionnels. Ce travail s’avère urgent car les personnes âgées, détentrices de ces richesses, disparaissent une à une dans l’indifférence générale.
En plus de sauvegarder les contes grâce à l’écriture, Salim Hatubou leur redonne vie en revêtant son habit de conteur dans les festivals, les bibliothèques, les écoles de France et du monde. Il écrit également des romans et des poèmes. Il a par deux fois bénéficié d’une bourse d’écriture du Centre national du livre ainsi que de deux Missions Stendhal du Ministère des Affaires Etrangères Français, notamment pour effecteur des recherches sur l’épidémie de choléra qui a emporté sa mère en 1975.
Salim Hatubou anime enfin des ateliers d’écriture, et est parfois sollicité pour des résidences d’écriture (Gardanne, Bordeaux, Mayotte, Grande-Comores, Kiev…). Il continue de voyager à travers le monde pour faire entendre la voix des Comores et de la ville de son enfance : Marseille. Dans le cadre de la réhabilitation des cités La Solidarité (où il a grandi) et Kallisté, il a été missionné avec un photographe et un auteur compositeur pour mener un travail de Mémoire auprès des habitants pendant deux ans (2009 et 2010), ce qui a donné un livre (avec un CD et une exposition) intitulé "Solidarité-Kallisté : que sont nos cités devenues ?" paru aux éditions Images plurielles. En résidence d’écriture avec le Théâtre la Baleine qui dit Vagues (Marseille), il a écrit et interprété « Kara’ ou le destin conté d’un guerrier », un feuilleton de 8 épisodes sur une épopée comorienne. Son texte, coécrit avec Damir Ben Ali, «Les remparts s’écroulent ou le destin ambigu du guerrier Kara » est mis en scène et joué à Marseille dans le cadre de Marseille Capitale européenne de la Culture 2013.
Il meurt à 42 ans d'une crise cardiaque et est inhumé à la Grande Comore, son île natale.

## Ses écrits
La littérature écrite comorienne d’expression française est naissante. Le premier roman La République des Imberbes de Mohamed Toihiri ne remonte qu’à 1984.
Salim Hatubou est considéré comme l’un des pionniers de cette littérature, sans doute celui qui, de tous les écrivains comoriens, publie le plus régulièrement. Son imagination est en perpétuel éveil : dans le bus, le métro, le café… Ses livres s’écrivent d’abord dans sa tête avant d’être matérialisés sur le papier. Leurs styles peuvent être aussi variés que leurs thèmes. Parfois drôles (Marâtre, Un  conteur dans ma cité…), parfois graves (la trilogie sur la Mémoire et l’Identité : Métro Bougainville, De cette terre… Comores-Zanzibar…), leurs dénominateurs communs restent l’Identité et la Mémoire. Ayant une culture franco-comorienne, Salim Hatubou traite aussi bien de la société française que de la société comorienne. Auteur engagé, il porte un regard avisé sur ses deux pays et dénonce, si besoin est, leurs travers, au risque de s’attirer les foudres de certains détracteurs. Pour exemple, dans Le sang de l’obéissance, il s’oppose aux mariages arrangés aux Comores, dans Hamouro, il soulève l’épineux problème de la balkanisation de son archipel et témoigne des relations catastrophiques entre Mayotte, restée sous giron français et les autres îles des Comores, ayant accédé à l’indépendance. Nombre de ses livres sont étudiés dans les écoles françaises et comoriennes (Chifchif et la reine des diables, Trois contes vagabonds, Marâtre, Métro Bougainville, Hassanati…). Il attache une grande importance à la transmission de la culture et de la tradition, ce à quoi contribuent également ses multiples recueils de contes. Il travaille enfin comme collaborateur pour différents journaux (Respect, Kashkazi…). L’écriture est le mode d’expression qu’il a choisi pour revendiquer ses origines, avec toujours comme devise « Sache d’où tu viens, tu sauras toujours où tu vas ».

## Prix et distinctions
- Prix Diamant en Belgique pour Comores-Zanzibar, éditions Françoise Truffaut
- Prix Insulaire à Ouessant pour Ali de Zanzibar, éditions Orphie
- Prix Kalam de bronze décerné par le ministère de la Culture des Comores
- Prix des lecteurs à Mayotte pour Hamouro, éditions l’Harmattan

La médiathèque du quartier Saint-Antoine à Marseille, ouverte en 2020 à Plan d'Aou (Marseille, 15e arr.), porte son nom.

## Ouvrages
Romans et contes
- Les Démons de l’aube, Paris, éditions L’Harmattan
- Hamouro (Prix des lecteurs à Mayotte), Paris, éditions L’Harmattan, 2005
- Un Conteur dans ma cité, Marseille, éditions Encres du Sud, 2000
- L’Odeur du béton, Pari, éditions L’Harmattan, 1998
- Le Sang de l’obéissance, Paris, éditions L’Harmattan, 1996
- Sur le chemin de Milépvani, je m’en allais…, Paris, éditions L’Harmattan, 2001
- Contes de ma grand-mère, Paris, éditions L’Harmattan, 1994

Romans jeunesse
- L'Avion de maman a craché (hommage littéraire aux victimes du crash du 30 juin 2009 aux Comores), Paris, éditions Cœlacanthe, 2011
- Les Gardiens d’ânes de Gardanne, Marseille, éditions Encres du Sud, 2010
- Les Matins de P’tite Lô aux Comores, Paris, éditions L’Harmattan, 2005
- Hassanati, de Mayotte à Marseille, Paris, éditions L’Harmattan, 2005
- Naïa et le tam-tam sacré, Nanterre, éditions KomEdit, 2005
- Marâtre, Nanterre, éditions KomEdit, 2003

Albums pour enfants
- Dimkou et la petite fille, Nanterre, éditions Komedit, 2009
- Ali de Zanzibar. La Réunion, éditions Orphie, 2008, Prix Insulaire 2009 (Ouessant)
- Zolo N’djizi, éditions Flies France, 2006
- Trois Contes vagabonds, Paris, éditions Flies France, 2005
- Sagesses et malices de  Madi, l’idiot voyageur, Paris, éditions Albin Michel, 2004
- Chifchif et la reine des diables, Paris, éditions L’Harmattan, 2004
- Contes et légendes des Comores, genèse d’un pays bantu, Paris, éditions Flies France, 2004 (existe en CD 2 volumes)
- Wis, où est passé mon anh-anhan, Marseille, éditions Encres du Sud, 2001
- Pichou et Michou, promenons-nous dans les bois, Marseille, éditions Encres du Sud, 2001

Poésies
- Que sont nos cités devenues ? Marseille : Images plurielles (en collaboration avec le photographe Jean-Pierre Vallorani et l'auteur compositeur et slameur Mbaé "Soly " Mohamed), 2011
- De Zanzibar aux Comores, Paris : Éditions Françoise Truffaut (en collaboration avec le photographe Jean-Pierre Vallorani). Prix Diamant en Belgique
- De cette terre… Quête d’une identité comorienne, Marseille, éditions Encres du Sud, 2004 (en collaboration avec le photographe Saïd Abasse Ahmed)
- Métro Bougainville…des Comoriens, Marseille, éditions Via Valleriano, 2000, (en collaboration avec le photographe Jean-Pierre Vallorani)
- Nuits d’automne, Marseille, éditions Encres du Sud, 2001

Essai romancé
- A feu doux, Paris, éditions Françoise Truffaut, 2004